# Nicola Larini
Nicola Larini (Lido di Camaiore, 19 maart 1964) is een voormalig Italiaans autocoureur. Hij maakte zijn Formule 1-debuut in 1987 bij Coloni en nam deel aan 75 Grands Prix. Hij haalde 1 keer het podium en scoorde 7 punten.
Hij startte met racen in de Formula Italia in 1983 en stapte een jaar later over naar de Formule Abarth. Hetzelfde jaar startte hij ook in de Italiaanse Formule 3. In 1986 won hij de titel in deze klasse. Hij reed het volgende jaar ook kort in de Formule 3000. Hij debuteerde met Coloni in de Formule 1 in de laatste twee races in 1987.
In 1988 werd hij getekend voor Osella en trok de aandacht door zijn goede prestaties in een weinig competitieve wagen. Zo werd hij negende in de Grand Prix van Monaco. In 1989 bleef hij bij Osella maar hij raakte erg moeilijk door de pre-kwalificaties. Larini wist echter toch een aantal goede prestaties neer te zetten: in de Grand Prix van San Marino reed hij een tijdje zesde voor hij uitviel. Hij herhaalde hetzelfde in de Grand Prix van Canada door lang op de derde plaats te rijden totdat hij door een elektrisch probleem uitviel. Hij kwalificeerde zich ook als tiende in de Grand Prix van Japan.
Hij stapte in 1990 over naar Ligier maar het team viel wat terug naar het midden van de grid. Hij werd een aantal keren zevende, maar was wel steeds sneller dan zijn teamgenoot Philippe Alliot.
Hij ging in 1991 rijden voor Modena Lamborghini. Hij moest hierdoor ook opnieuw in de pre-kwalificaties aan de slag. Hij wist zich wel te kwalificeren voor de eerste race van het seizoen, maar door financiële problemen van het team werd de wagen amper doorontwikkeld. Hierdoor wist Larini zich nog maar vier races te kwalificeren.
In 1992 had hij geen zitje meer, maar mocht gaan testen bij Ferrari. Hij won tegelijkertijd het Italiaanse toerwagenkampioenschap met Alfa Romeo. Aan het eind van het seizoen verving hij ook nog Ivan Capelli. Omwille van technische problemen startte hij achteraan de grid, maar wist wel een goede prestatie neer te zetten. Een jaar later bleef hij testrijder voor Ferrari en won hij het Duitse toerwagenkampioenschap voor Alfa Romeo.
Door een blessure van Jean Alesi kon hij opnieuw een aantal races in de Formule 1 rijden in 1994. Hij kwalificeerde zich als zevende in de Grand Prix van de Pacific maar werd door Mika Häkkinen uit de race gereden bij de start. In de Grand Prix van San Marino behaalde hij met de tweede plaats zijn enige podiumplaats in zijn Formule 1 carrière, maar die werd overschaduwd door de dodelijke ongelukken van Ayrton Senna tijdens de race en Roland Ratzenberger tijdens de kwalificatie een dag eerder. Hij ging hierna opnieuw in de toerwagens rijden voor Alfa Romeo en werd derde in het Duitse kampioenschap.
De volgende twee jaar werd hij zesde in het Duitse toerwagenkampioenschap en elfde in het Italiaanse kampioenschap maar in 1997 kon hij opnieuw in de Formule 1 gaan rijden voor Sauber, die met Ferrari-motoren reden. Larini scoorde een punt in de Grand Prix van Australië maar werd na vijf races aan de kant gezet door problemen met teambaas Peter Sauber.
Larini is sindsdien teambaas in de toerwagens, eerst voor Alfa Romeo, later voor Chevrolet.